# SuperFetch
A Superfetch a Windows XP-ben bemutatkozott Prefetch technológia továbbfejlesztése, amely használati statisztikák alapján rendezte sorba a rendszerindításkor betöltendő szolgáltatásokat és programokat, valamint a lemezen található programfájlok töredezettségmentesítésével gondoskodott a gyors programindításokról. A Superfetch a Windows Vistában jelent meg először és már a folyamatok memóriahasználati "szokásait" is figyelembe veszi. A Windows 7-ben tovább javították a technológia teljesítményét.
Hibernálásból és alvó üzemmódból történő visszatéréskor is érzékelhetjük a Superfetch működését. Amikor a Windows visszatér a készenléti állapotból, az adatok már betöltődtek indulás alatt a memóriába, így nem szükséges a lemezről beolvasni azokat újból.

## Kritika
Sokan vitatják a megoldás hatékonyságát, mivel programhasználati statisztika alapján dolgozik, így elsősorban azon felhasználók tapasztalhatnak jelentős sebességjavulást, akik egy adott időbeosztás szerint használják egyes szoftvereiket és gyors merevlemezzel rendelkeznek. Bizonyos felhasználási szokások, illetve lassú merevlemez esetén a SuperFetch a HDD-ről történő hosszan tartó olvasási folyamat miatt lassulást okozhat. Jellemzően, mikor véletlenszerű időpontban futtatunk nagy memóriaigényes alkalmazásokat. Ebben az esetben a szolgáltatás kikapcsolásával érhetünk el sebességnövekedést.